# New Jersey Nets 2002-2003
La stagione 2002-03 dei New Jersey Nets fu la 27ª nella NBA per la franchigia.
I New Jersey Nets vinsero la Atlantic Division della Eastern Conference con un record di 49-33. Nei play-off vinsero il primo turno con i Milwaukee Bucks (4-2), la semifinale di conference con i Boston Celtics (4-0), la finale di conference con i Detroit Pistons (4-0), perdendo poi la finale NBA con i San Antonio Spurs (4-2).

## Regular season
| Squadra            | V  | P  | %    | GB |
| ------------------ | -- | -- | ---- | -- |
| N.J. Nets          | 49 | 33 | 59,8 | -  |
| Philadelphia 76ers | 48 | 34 | 58,5 | 1  |
| Boston Celtics     | 44 | 38 | 53,7 | 5  |
| Orlando Magic      | 42 | 40 | 51,2 | 7  |
| Wash. Wizards      | 37 | 45 | 45,1 | 12 |
| N.Y. Knicks        | 37 | 45 | 45,1 | 12 |
| Miami Heat         | 25 | 57 | 30,5 | 24 |

## Roster
| \| Pos. \| Num. \| Naz. \| Nome \| Altezza \| Peso \| Data nascita \| Provenienza \| \| ---- \| ---- \| ---- \| ------------------ \| ------- \| ------ \| ------------ \| --------------------- \| \| G \| 1 \| \| Armstrong, Brandon \| 196 cm \| 85 kg \| 16-06-1980 \| Pepperdine \| \| G \| 11 \| \| Childs, Chris \| 191 cm \| 88 kg \| 20-11-1967 \| Boise State \| \| C \| 35 \| \| Collins, Jason \| 213 cm \| 116 kg \| 02-12-1978 \| Stanford \| \| G \| 12 \| \| Harris, Lucious \| 196 cm \| 86 kg \| 18-12-1970 \| Long Beach State \| \| A \| 24 \| \| Jefferson, Richard \| 201 cm \| 101 kg \| 21-06-1980 \| Arizona \| \| G \| 2 \| \| Johnson, Anthony \| 191 cm \| 86 kg \| 02-10-1974 \| College of Charleston \| \| G \| 5 \| \| Kidd, Jason \| 193 cm \| 93 kg \| 23-03-1973 \| UC Berkeley \| \| G \| 30 \| \| Kittles, Kerry \| 196 cm \| 81 kg \| 12-06-1974 \| Villanova \| \| A \| 13 \| \| Marshall, Donny \| 201 cm \| 104 kg \| 17-07-1972 \| Connecticut \| \| A \| 6 \| \| Martin, Kenyon \| 206 cm \| 106 kg \| 30-12-1977 \| Cincinnati \| \| C \| 55 \| \| Mutombo, Dikembe \| 218 cm \| 111 kg \| 25-06-1966 \| Georgetown \| \| A \| 54 \| \| Rogers, Rodney \| 201 cm \| 107 kg \| 20-06-1971 \| Wake Forest \| \| A \| 21 \| \| Scalabrine, Brian \| 206 cm \| 109 kg \| 18-03-1978 \| Southern California \| \| G \| 8 \| \| Slay, Tamar \| 203 cm \| 98 kg \| 02-04-1980 \| Marshall \| \| A/C \| 34 \| \| Williams, Aaron \| 206 cm \| 100 kg \| 02-10-1971 \| Xavier \| | Allenatore - Byron Scott Assistente/i - Lawrence Frank (Vice-allenatore) - Eddie Jordan (Vice-allenatore) - Mike O'Koren (Vice-allenatore) Legenda - (C) Capitano - (FA) Free agent - (S) Sospeso - (TW) Contratto Two-way - (GL) Assegnato a squadra G League affiliata - Infortunato Roster • Transazioni · Ultima transazione: 30 giugno 2003 |                         |                    |         |        |              |                       |
| Pos. | Num. | Naz.                    | Nome               | Altezza | Peso   | Data nascita | Provenienza           |
| G | 1 | Stati Uniti (bandiera)  | Armstrong, Brandon | 196 cm  | 85 kg  | 16-06-1980   | Pepperdine            |
| G | 11 | Stati Uniti (bandiera)  | Childs, Chris      | 191 cm  | 88 kg  | 20-11-1967   | Boise State           |
| C | 35 | Stati Uniti (bandiera)  | Collins, Jason     | 213 cm  | 116 kg | 02-12-1978   | Stanford              |
| G | 12 | Stati Uniti (bandiera)  | Harris, Lucious    | 196 cm  | 86 kg  | 18-12-1970   | Long Beach State      |
| A | 24 | Stati Uniti (bandiera)  | Jefferson, Richard | 201 cm  | 101 kg | 21-06-1980   | Arizona               |
| G | 2 | Stati Uniti (bandiera)  | Johnson, Anthony   | 191 cm  | 86 kg  | 02-10-1974   | College of Charleston |
| G | 5 | Stati Uniti (bandiera)  | Kidd, Jason        | 193 cm  | 93 kg  | 23-03-1973   | UC Berkeley           |
| G | 30 | Stati Uniti (bandiera)  | Kittles, Kerry     | 196 cm  | 81 kg  | 12-06-1974   | Villanova             |
| A | 13 | Stati Uniti (bandiera)  | Marshall, Donny    | 201 cm  | 104 kg | 17-07-1972   | Connecticut           |
| A | 6 | Stati Uniti (bandiera)  | Martin, Kenyon     | 206 cm  | 106 kg | 30-12-1977   | Cincinnati            |
| C | 55 | RD del Congo (bandiera) | Mutombo, Dikembe   | 218 cm  | 111 kg | 25-06-1966   | Georgetown            |
| A | 54 | Stati Uniti (bandiera)  | Rogers, Rodney     | 201 cm  | 107 kg | 20-06-1971   | Wake Forest           |
| A | 21 | Stati Uniti (bandiera)  | Scalabrine, Brian  | 206 cm  | 109 kg | 18-03-1978   | Southern California   |
| G | 8 | Stati Uniti (bandiera)  | Slay, Tamar        | 203 cm  | 98 kg  | 02-04-1980   | Marshall              |
| A/C | 34 | Stati Uniti (bandiera)  | Williams, Aaron    | 206 cm  | 100 kg | 02-10-1971   | Xavier                |